# Eteroligosita zonata
Eteroligosita zonata är en stekelart som beskrevs av Lin 1994. Eteroligosita zonata ingår i släktet Eteroligosita och familjen hårstrimsteklar. Inga underarter finns listade i Catalogue of Life.